# Loire (departement)
Loire är ett franskt departement som fått sitt namn efter floden Loire och ligger i regionen Auvergne-Rhône-Alpes. Huvudort är Saint-Étienne. I den tidigare regionindelningen som gällde fram till 2015 tillhörde Loire regionen Rhône-Alpes.